# ذا برايس إز رايت

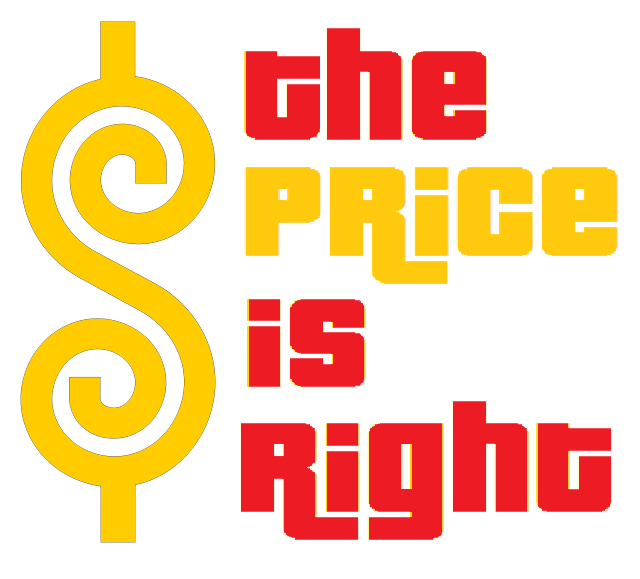

ذا برايس إز رايت أو (بالإنجليزية: The Price Is Right)‏ برنامج ألعاب شهير يقدمه بوب باركر منذ عام 1972، وأعلن أن أخر حلقة منه ستذاع على الهواء في يوليو 2007، ظهرت من البرنامح أكثر من نسخة أّذيعت في العديد من الدول.

## فكرة البرنامج
برنامج ألعاب يقدم باقة من الألعاب والمسابقات في عدة فقرات. في بداية كل حلقة يتم اختيار أربعة متنافسين من بين الجمهور الحاضر بالقرعة للمشاركة في المسابقة؛ حيث يعرض عليهم منتجات معينة، يجب عليهم تقدير سعرها التقريبي للفوز بها. ويتخلل البرنامج فقرات مسلية، ومراحل عديدة يمر بها المتسابقون.
وتتراوح أسعار هذه السلع بين الرخيص ومرتفع الثمن، وتتنوع السلع بين مواد أستهلاكية غذائية، آلات وأدوات كهربائية، مفروشات منزلية وسيارة ودراجات. كذلك يتضمن البرنامج جائزة مالية نقدية للمشاهدين يمكن الفوز بها أسبوعيا من خلال الإتصال والرسائل النصية القصيرة.

## النسخ العربية
هناك ثلاث نسخ من هذا البرنامج باللغة العربية وكلها محلية، وهي:
| مكان الإنتاج | اسم البرنامج               | تقديم             | القناة           | سنة العرض |
| ------------ | -------------------------- | ----------------- | ---------------- | --------- |
| المغرب       | السعر الصحيح               | غير معروف         | التلفزة المغربية | 2002      |
| مصر          | ذا برايس إز رايت... بكام؟  | إدوارد            | تلفزيون النهار   | 2015      |
| لبنان        | ذا برايس إز رايت بلا TVA   | طوني بارود        | ال.بي.سي         | 2010      |
| تونس         | ذا برايس او رأيت...Vilagre | عبد الرزاق الشابي | نسمة </br> حنبعل | 2020      |

## وصلات خارجية
- ذا برايس إز رايت على موقع الموسوعة البريطانية (الإنجليزية)

- الموقع الرسمي